# 20298 Ґордонсу
20298 Ґордонсу (20298 Gordonsu) — астероїд головного поясу, відкритий 24 березня 1998 року.
Тіссеранів параметр щодо Юпітера — 3,399.